# Тітик Ростислав Петрович
Ростислав Петрович Тітик — старший лейтенант Збройних Сил України, учасник російсько-української війни, що загинув у ході російського вторгнення в Україну в 2022 році.

## Життєпис
Ростислав Тітик народився 21 жовтня 1994 року в місті Ходорові Львівської області. У 2010 році закінчив Ходорівську середню загальноосвітню школу І-ІІІ ступенів № 3. Потім навчався в Жидачівському професійному ліцеї, де в 2013 році здобув професію тракторист — машиніст, слюсар — ремонтник та водій автотранспортних засобів. З 2017 року брав участь у війні на сході України. Був добровольцем-контрактником, старшим солдатом у військовій частині А0998 (особовий склад) 1-шої мінометної батареї 2-ого механізованого батальйону. З початком повномасштабного російського вторгнення в Україну перебував на передовій. Загинув 21 березня 2022 року, внаслідок бойового зіткнення та масового артилерійського обстрілу поблизу міста Попасна на Луганщині.

## Родина
У загиблого залишилися мама, а також брат Роман та молодша сестра Аліна.

## Нагороди
- Орден Богдана Хмельницького III ступеня (2022, посмертно) — за особисту мужність і самовіддані дії, виявлені у захисті державного суверенітету та територіальної цілісності України, вірність військовій присязі[3].

## Ушанування пам'яті
На честь загиблого Ростислава Тітика у Ходорівській міській громаді 24-26 березня 2022 року було оголошено Днями скорботи.